# Brian Saint-Clair
Brian Saint-Clair né le 22 novembre 1988 à Cayenne en Guyane est un footballeur français international guyanais. Il évolue au poste d'attaquant avec le CSC Cayenne en DH Guyane et la sélection de la Guyane.
Il est surnommé Wawao.
Il joue actuellement pour l’ « Avenir Buléon Lantillac ».